# CA Liniers
Club Atlético Liniers – argentyński klub piłkarski z siedzibą w mieście Bahía Blanca, leżącym w prowincji Buenos Aires.

## Osiągnięcia
- Mistrz lokalnej ligi Liga del Sur (11): 1916, 1919, 1932, 1933, 1934[1], 1938, 1942, 1948, 1996, 1997, 2005

## Historia
Klub Liniers założony został 8 października 1908 roku. Dobra gra w piątej lidze argentyńskiej (Torneo Argentino C) w sezonie 2006/07 sprawiła, że w sezonie 2007/08 klub przystąpił do rozgrywek czwartoligowych (Torneo Argentino B).